# Louis Mazairac
Ludovicus Antonius Josephus (Louis) Mazairac (Roosendaal en Nispen, 18 april 1899 – Den Bosch, 13 juni 1984) was een Nederlands politicus.
Hij werd geboren als zoon van Johannes Ludovicus Leonardus Mazairac (1868-1939) en Jacoba Johanna Daverveldt (1867-1954). Zijn vader was lange tijd werkzaam bij Van Gend & Loos waar hij het bracht tot directeur van de vestiging in Bergen op Zoom. Louis Mazairac was adjunct-commies ter secretarie toen hij in 1934 trouwde met Cornelia Adriana Antonia Aarts. In 1946 werd hij benoemd tot burgemeester van Woensdrecht. Zeven jaar later kwam hij landelijk in het nieuws vanwege een conflict rond een gemeente-ambtenaar. Nadat de echtgenote van die ambtenaar anoniem een brief had geschreven werd de ambtenaar daarop ontslagen. Na de gemeenteraadsverkiezingen van 1953 besloot een meerderheid van de gemeenteraad dat dat ontslag teruggedraaid moest worden. Mazairac weigerde het besluit uit te voeren en droeg het tot twee keer toe voor vernietiging aan bij de Kroon. In 1955 volgde zijn benoeming tot burgemeester van Rosmalen. In mei 1964 ging hij daar met pensioen en twintig jaar later overleed hij op 85-jarige leeftijd.
In Rosmalen is de 'Burgemeester Mazairaclaan' naar hem vernoemd. Zijn jongere broer Toine Mazairac was een amateurwielrenner die in 1928 een zilveren medaille behaalde tijdens de Olympische Spelen en in 1929 wereldkampioen werd.